# Prasophyllum erythrocommum
Prasophyllum erythrocommum är en orkidéart som beskrevs av David Lloyd Jones och D.T.Rouse. Prasophyllum erythrocommum ingår i släktet Prasophyllum och familjen orkidéer.
Artens utbredningsområde är Victoria i Australien. Inga underarter finns listade i Catalogue of Life.